# Viện Công nghệ Quốc phòng Việt Nam
Viện Công nghệ Quốc phòng Việt Nam  (Viện Công nghệ) là một đơn vị nghiên cứu Khoa học và Công nghệ Quân sự trực thuộc Tổng cục Công nghiệp Quốc phòng, thành lập vào ngày 21/8/1973.
Viện Công nghệ có một đội ngũ cán bộ nghiên cứu khá toàn diện, có trình độ chuyên môn cao, trên 30% quân số là Tiến sĩ, Thạc sĩ, hoạt động trên các ngành: 
1. Công nghệ Vật liệu & Luyện kim,
2. Công nghệ chế tạo tên lửa,
3. Công nghệ chế tạo súng pháo,
4. Công nghệ chế tạo đạn,
5. Thiết kế & chế tạo máy,
6. Công nghệ Hóa học,
7. Công nghệ Điện tử, Tin học và Tự động điều khiển,
8. Công nghệ Đo lường & KCS,
9. Tư vấn đầu tư công nghệ.

## Chức năng, nhiệm vụ
1. Nghiên cứu ứng dụng công nghệ mới, công nghệ tiên tiến về vật liệu, cơ khí, hóa chất, điện tử, kỹ thuật điều khiển
2. Nghiên cứu thiết kế, chế tạo, lắp đặt các dây chuyền công nghệ, trang bị đồng bộ, thiết bị lẻ, phụ tùng thay thế
3. Tư vấn-Thẩm định các dự án đầu tư xây dựng (nhà máy, xí nghiệp, dây chuyền công nghệ, công trình dân sinh và môi trường).
4. Kiểm định các thiết bị đo lường, kiểm tra chất lượng sản phẩm, vật tư đầu vào, đầu ra phục vụ sản xuất.

## Lãnh đạo
- Viện trưởng: TS. Phạm Tuấn Hải
- Chính trị viên: ThS. Lê Anh Tuấn
- Phó Viện trưởng: TS. Đào Thanh Việt
- Phó Viện trưởng: TS. Lê Mạnh Hùng